# زلزال غارفانيانا 1920
زلزال غارفانيانا 1920 هو زلزالٌ وقعَ في توسكانا في إيطاليا بتاريخ 7 سبتمبر 1920.